# Incendies de 1845 à Québec
Les incendies de l'année 1845 à Québec constituent d'importants incendies survenus à Québec durant l'été 1845. Le feu aura ravagé les deux tiers de la ville mais aura épargné le Vieux-Québec, situé à l'intérieur des fortifications. À la suite des deux évènements, environ 22 000 personnes perdront leur logis. Ironiquement, les deux feux de l'été 1845 sont arrivés à exactement un mois d'intervalle.

## Incendie de mai
Le 28 mai 1845, un violent incendie prend naissance dans la tannerie d'Osborne L. Richardson située sur la rue Arago, dans la basse-ville de Québec. En quelques heures, le brasier rase entièrement le faubourg Saint-Roch. Les conséquences sont majeures, 1 630 résidences et 3 000 bâtiments non résidentiel, dont des boutiques et hangars, sont détruits, 12 000 personnes sont sans logis et 50 personnes sont mortes. À la suite de cette tragédie, malgré l'interdiction imposée par la ville de construire des maisons en bois, le quartier sera de nouveau rasé en 1866 après un incendie encore plus dévastateur.

## Incendie de juin

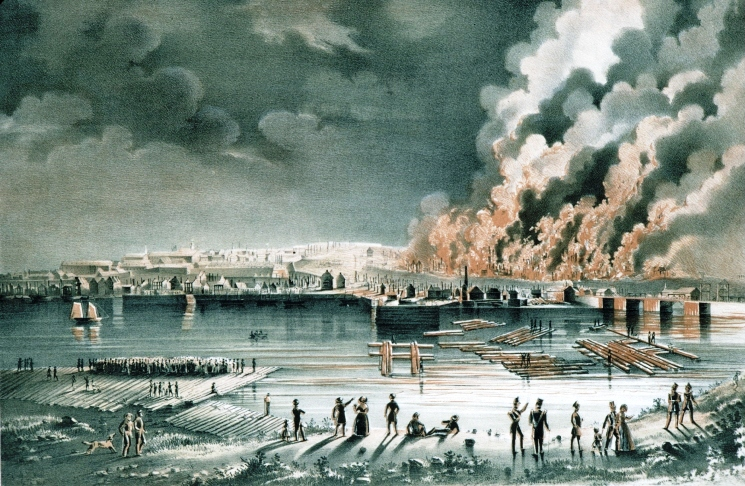
L'incendie du 28 juin 1845 aperçu depuis Limoilou.

Le 28 juin 1845, un incendie détruit le faubourg Saint-Jean et une partie du faubourg Saint-Louis, aujourd'hui respectivement les secteurs de Saint-Jean-Baptiste et de la colline parlementaire. L'incendie se déclare sur la rue d'Aiguillon à 11 h du soir. Rapidement, le brasier prend de l'ampleur et, dans l'espoir de limiter la propagations des flammes, l’Artillerie Royale fait exploser trois maisons. Cette stratégie s'avère peu efficace et fait deux victimes. Deux églises, trois écoles et 1 300 résidences sont détruites, entre autres. 